# Chieti (stad)
Chieti is de hoofdstad van de gelijknamige provincie in het zuidelijke deel van de regio Abruzzo in Italië. De stad ligt strategisch op een heuvel tussen de Adriatische Zee en het bergmassief van Majella. De stad telt ongeveer 56.000 inwoners.
In Chieti zijn veel overblijfselen te vinden uit de Romeinse tijd, waarin de stad de naam Teate of Theate droeg. Zo zijn er resten van tempels en een theater te vinden. Het Museo Archeologico Nazionale d'Abruzzo herbergt veel kunstschatten uit deze periode, maar ook de veel oudere Strijder van Capestrano.
De orde der Theatijnen dankt haar naam aan een van haar stichters, Giovanni Pietro Carafa (de latere paus Paulus IV) die bisschop van Chieti was.
De plaatselijke voetbalclub is ASD Chieti.

## Universiteit
Chieti Scalo is de campus van de D'Annunzio Universiteit van Chieti-Pescara, die een verscheidenheid aan 1e en 2e cyclus cursussen en postdoctorale opleidingen aanbiedt. Chieti en Pescara herbergen daarom meer dan 20.000 studenten. In het bijzonder zijn er verschillende universitaire afdelingen in Chieti gevestigd, die academische disciplines bestrijken zoals geneeskunde, gezondheidswetenschappen, bouwkunde, geologie, farmacie, neurowetenschappen, psychologie, geesteswetenschappen, kunst, sociale wetenschappen, filosofie en pedagogiek.

## Geboren
- Nicoletto Vernia (circa 1420-1499), Italiaans hoogleraar filosofie aan de universiteit van Padua
- Alessandro Fantini (1932-1961), Italiaans wielrenner
- Filippo Antonelli (1978), Italiaans voetballer
- Giulio Ciccone (1994), Italiaans wielrenner

## Overleden
- Renato Pirocchi (1933-2002), Italiaans Formule 1-coureur
- Roman Opalka (1931-2011), Frans kunstschilder van Poolse afkomst

## Afbeelding

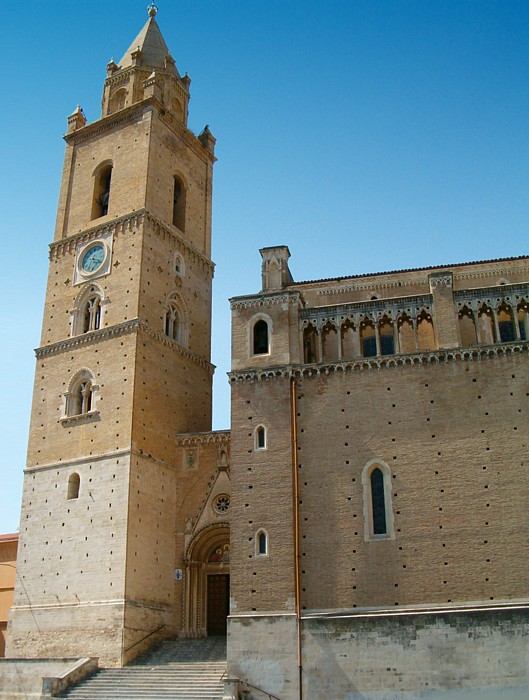
Kathedraal

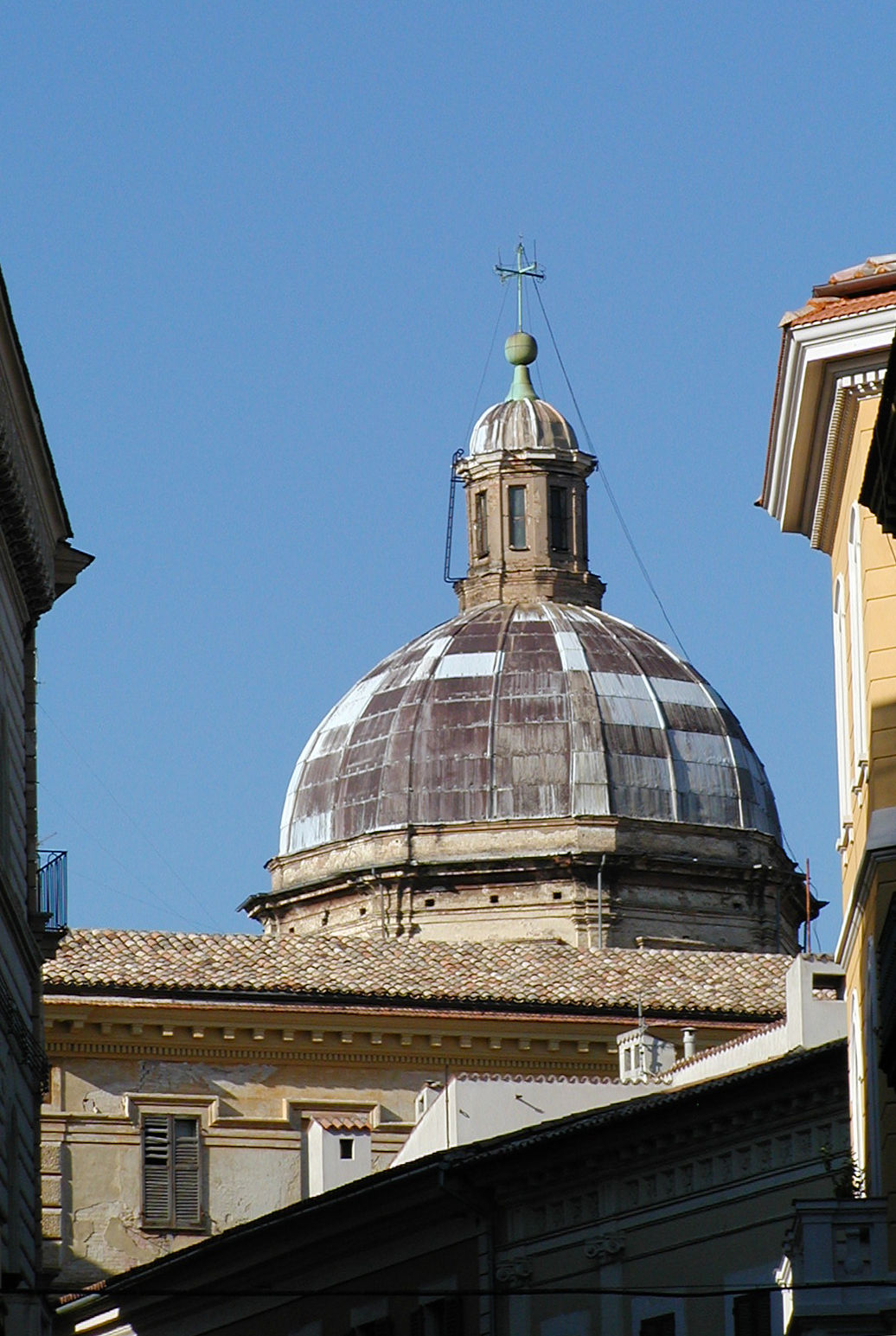
Kerktoren